# Нанси
Нанси (фр. Nancy) град је у Лорени, у Француској. Нанси је главни град департмана Мерт и Мозел. По подацима из 2011. године број становника у граду је био 105.382. 
Мото града је Non inultus premor што се преводи као "Нико не може да ми науди без (штетних) последица" или "Шта год да ме снађе, биће враћено" - референца на чичак, који је симбол Лорене.
Историјски, Нанси је био главни град војводства Лорена, а у пост-револуционарној Француској главни град провинције Лорена, које је Француска припојила под краљем Лујем XV 1766. и замењена провинцијом, а главни град је остао Нанси. Након што је постао истакнут у доба просветитељства, добио је надимак „престоница источне Француске“ у касном 19. веку. Метрополитанско подручје Нанси имало је популацију од 511.257 становника према попису из 2018. године, што га чини 16. по величини функционалним урбаним подручјем у Француској и највећим у Лорени.
Трг Станислас, велики трг који је између 1752. и 1756. године изградио архитекта Емануел Ере под руководством Станислава Лешћинског да би повезао средњовековни стари град Нанси и нови град изграђен под Карлом III, војводом од Лорене у 17. веку, сада је Унесково место светске баштине, први трг у Француској који је добио ово признање.

## Историја
Најстарија људска насеља у области Нансија потичу из 800. године п. н. е. Прве насељенике је вероватно привукла лако доступна руда гвожђа, и прелаз преко реке Мерт. Мали утврђени град Нанциакум (Nanciacum) изградио је војвода Жерар око 1050. Нанциакум је разорио цар Фридрих II Хоенштауфен, али је град обновљен и у наредном вековима је напредовао као престоница Лорене. Под бедемима Нансија је 1477. погинуо Шарл Храбри, војвода Бургундски (Битка код Нансија). 
Након неуспеха и цара Јозефа I Хабзбуршког и цара Карла VI да добију сина и наследника, Прагматична санкција из 1713. препустила је престо следећем детету цара Карла VI. Испоставило се да је ово ћерка Марија Терезија. Године 1736, цар Карло је договорио њену удају за војводу Франца I од Лотарингије, који је невољно пристао да замени своје земље предака за Велико војводство Тоскана.
Прогнани пољски краљ Станислав Лешћински, таст француског краља Луја XV, тада је добио упражњено војводство Лорену. Под његовом номиналном владавином, Ненси је доживела раст и процват барокне културе и архитектуре. Станислав је надгледао изградњу трга Станислаус, главног трга и развоја који повезује стари средњовековни са новијим делом града. На јужној страни трга је Градска кућа (Hôtel de Ville), која је завршена 1755. године. Након Станиславове смрти у Фебруару 1766, Лорена и Бар су постале редовна влада Краљевине Француске.
1871. године Нанси је остао француски када је Немачка анектирала Алзас-Лорену. 1909. године Нанси је био домаћин Међународног сајма источне Француске између маја и новембра.
Нанси су окупирале немачке снаге 1940. године и преименоване у Нанциг. Током Лоренске кампање у Другом светском рату, Трећа армија САД је ослободила Нанси од нацистичке Немачке у септембру 1944, у бици код Нансија.
Папа Јован Павле II је 1988. посетио Нанси. Француски председник Жак Ширак, немачки канцелар Герхард Шредер и пољски председник Александар Квашњевски отворили су 2005. године реновирани трг Станислас, који је 1983. године признат као светска баштина Унеска.

## Географија
Нанси се налази на левој обали реке Мерт, око 10 км узводно од њеног ушћа у Мозел. Канал Марна-Рајна пролази кроз град, паралелно са Мертом. Нанси је окружен брдима која су око 150 м виши од центра града, који се налази на 200 м надморске висине. Површина самог Нансија је релативно мала: 15 км2.
Најстарији део Нансија је четврт Стари град – Леополд, која садржи старо утврђење Порте де ла Краф из 14. века, палату војводе од Лорене (сада музеј), Порте Деси, меморијалну капију из 18. века и базилику Ст-Епвре из 19. века. На југу се налази кварт Карло III – центар града, који је „нови град” из 16 – 18. века. Ова четврт садржи чувени трг Станислас, катедралу Нанси, Националну оперу Лорене и главну железничку станицу.
Број становника самог града доживео је мали пад  од 2007. године, што га ставља иза Меца по величини у Лорени. Међутим, урбано подручје Меца је доживело пад становништва од 1990. до 2010. године, док је урбано подручје Нансија расло током истог периода, постајући највећа урбана област у Лорени и друга по величини у региону. 

### Клима
| Клима (Нанси)               | Клима (Нанси) | Клима (Нанси) | Клима (Нанси) | Клима (Нанси) | Клима (Нанси) | Клима (Нанси) | Клима (Нанси) | Клима (Нанси) | Клима (Нанси) | Клима (Нанси) | Клима (Нанси) | Клима (Нанси) | Клима (Нанси)  |
| Показатељ \ Месец           | .Јан.         | .Феб.         | .Мар.         | .Апр.         | .Мај.         | .Јун.         | .Јул.         | .Авг.         | .Сеп.         | .Окт.         | .Нов.         | .Дец.         | .Год.          |
| --------------------------- | ------------- | ------------- | ------------- | ------------- | ------------- | ------------- | ------------- | ------------- | ------------- | ------------- | ------------- | ------------- | -------------- |
| Апсолутни максимум, °C (°F) | 16,8 (62,2)   | 20 (68)       | 24,3 (75,7)   | 29,3 (84,7)   | 32,5 (90,5)   | 36,1 (97)     | 37,6 (99,7)   | 39,3 (102,7)  | 33,7 (92,7)   | 27,2 (81)     | 21,4 (70,5)   | 18,5 (65,3)   | 39,3 (102,7)   |
| Средњи максимум, °C (°F)    | 4,6 (40,3)    | 6,4 (43,5)    | 10,9 (51,6)   | 14,8 (58,6)   | 19,2 (66,6)   | 22,6 (72,7)   | 25,1 (77,2)   | 24,7 (76,5)   | 20,3 (68,5)   | 15,1 (59,2)   | 8,9 (48)      | 5,4 (41,7)    | 14,9 (58,8)    |
| Просек, °C (°F)             | 1,9 (35,4)    | 2,9 (37,2)    | 6,5 (43,7)    | 9,5 (49,1)    | 13,8 (56,8)   | 17,2 (63)     | 19,4 (66,9)   | 19 (66)       | 15,2 (59,4)   | 11 (52)       | 5,9 (42,6)    | 2,9 (37,2)    | 10,5 (50,9)    |
| Средњи минимум, °C (°F)     | −0,8 (30,6)   | −0,7 (30,7)   | 2 (36)        | 4,1 (39,4)    | 8,4 (47,1)    | 11,7 (53,1)   | 13,7 (56,7)   | 13,2 (55,8)   | 10,1 (50,2)   | 6,8 (44,2)    | 2,8 (37)      | 0,4 (32,7)    | 6 (43)         |
| Апсолутни минимум, °C (°F)  | −21,6 (−6,9)  | −24,8 (−12,6) | −15,9 (3,4)   | −6,8 (19,8)   | −4,2 (24,4)   | 1,6 (34,9)    | 2 (36)        | 2,8 (37)      | −1,3 (29,7)   | −7,9 (17,8)   | −12,7 (9,1)   | −21,3 (−6,3)  | −24,8 (−12,6)  |
| Количина падавина, mm (in)  | 65,4 (25,75)  | 55,3 (21,77)  | 59,5 (23,43)  | 49,3 (19,41)  | 67,6 (26,61)  | 69,2 (27,24)  | 62,4 (24,57)  | 63 (24,8)     | 64,7 (25,47)  | 73,8 (29,06)  | 65,9 (25,94)  | 79 (31,1)     | 775,1 (305,16) |
| [ тражи се извор ]          |               |               |               |               |               |               |               |               |               |               |               |               |                |

## Демографија
| 1962.   | 1968.   | 1975.   | 1982.  | 1990.  | 1999.   | 2006.   | 2011.                             |
| ------- | ------- | ------- | ------ | ------ | ------- | ------- | --------------------------------- |
| 128.677 | 123.428 | 107.902 | 96.317 | 99.351 | 103.605 | 105.468 | 105.382 sansdoublescomptes= 1.962 |

## Партнерски градови
- Карлсруе
- Синсинати
- Лијеж
- Падова
- Њукасл на Тајну
- Каназава
- Кирјат Шмона
- Лублин
- Мезетур

## Галерија
- Биста Станислава Лешћинског у Нансију
- Нептунова фонтана на тргу Станислас
- Меморијална Капија Деси
- Утврђење Порте де ла Краф
- Битка код Нансија 1477, Диболд Шилинг